# Villa de Mazo
Villa de Mazo är en kommun i Spanien. Den ligger i provinsen Santa Cruz de Tenerife i den autonoma regionen Kanarieöarna i sydvästra delen av landet, 1 800 km sydväst om huvudstaden Madrid. Antalet invånare är 5 070 (2024). Arean är 70,67 kvadratkilometer. Villa de Mazo ligger på ön La Palma. Villa de Mazo gränsar till Breña Baja, Fuencaliente de la Palma och El Paso. 